# Giacinto Sertorelli
Giacinto Sertorelli detto Cinto (Bormio, 1º gennaio 1915 – Garmisch-Partenkirchen, 28 gennaio 1938) è stato uno sciatore alpino italiano.
Era fratello del fondista Erminio e dello sciatore alpino e sciatore di pattuglia militare Stefano

## Biografia

### Stagioni 1931-1936
Nato in una famiglia di grande tradizione sportiva originaria del versante valtellinese passo dello Stelvio, si mise in luce nel 1931 ai Campionati nazionali "Avanguardisti" disputati ad Asiago, nei quali vinse la gara di slalom speciale; in seguito si specializzò nella discesa libera, seguito dall'allenatore austriaco Leo Gasperl, e in questa specialità vinse, nel 1935, la sua prima medaglia ai Campionati italiani, un bronzo; nella stessa occasione colse il bronzo anche nella alpina.
L'anno dopo prese parte ai IV Giochi olimpici invernali di Garmisch-Partenkirchen 1936, classificandosi 7º nella combinata (l'unica gara di sci alpino in programma), e ai Mondiali di Innsbruck, dove vinse la medaglia d'argento nella discesa libera (battuto dallo svizzero Rudolf Rominger) e fu 5º nella combinata. Sempre nel 1936 vinse il suo unico titolo italiano, in slalom speciale.

### Stagioni 1937-1938
Ai Mondiali di Chamonix 1937 si ripeté conquistando il secondo argento, sempre in discesa libera, superato solo dal francese Émile Allais. Complessivamente in quella stagione prese parte a sedici gare internazionali, vincendone dodici.
Sertorelli - soprannominato dalla stampa dell'epoca «l'uomo dalle gambe d'acciaio» - il 26 gennaio 1938 cadde durante una discesa libera a Garmisch-Partenkirchen, a causa della pista (la futura Kandahar) gravemente deteriorata, e si scontrò con un albero. Morì il mattino del 28 gennaio e ai suoi funerali partecipò anche l'erede al trono d'Italia, Umberto II di Savoia.

## Palmarès

### Mondiali
- 2 medaglie:
  - 2 argenti (discesa libera a Innsbruck 1936; discesa libera a Chamonix 1937)

### Campionati italiani
- 5 medaglie[4]:
  - 1 oro (slalom speciale nel 1936)
  - 2 argenti (discesa libera, combinata nel 1936)
  - 2 bronzi (discesa libera, combinata nel 1935)